# South Toledo Bend (Teksas)
South Toledo Bend je naseljeno mjesto za statističke potrebe u američkoj saveznoj državi Teksas. Prema popisu stanovništva iz 2010. u njemu je živjelo 524 stanovnika.